# Monte do Gozo
Monte do Gozo je kopec 5 km východně od města Santiago de Compostela ve španělské Galicii, na trase Svatojakubské cesty. Je znám jako poslední zastávka na poutní cestě a první místo, odkud je Santiago pro poutníky poprvé viditelné, společně s katedrálou. Jeho nadmořská výška je 370 metrů.
Na vrcholu kopce je umístěna skulptura z roku 1989, kdy se na hoře konaly Světové dny mládeže a kdy ji také navštívil papež Jan Pavel II.